# 大宇建設
株式会社大宇建設（デウけんせつ）は、韓国の建設会社。

## 沿革
1963年会社設立「栄進土建社」 。現代建設と双璧を成す韓国のゼネコンとして成長した。
その後、1990年代のアジア通貨危機を経て大宇財閥が解体される中で、銀行の管理下に置かれ、事実上倒産。しかし、2000年代初頭に韓国内外のプロジェクトの安値受注を行うことにより、単体としての企業業績を急上昇させ注目を浴びた。
このため大宇建設の買収をめぐり韓国内の新興財閥が争うこととなり、2006年に錦湖アシアナグループが買収することで決着したものの、結局2009年には経営悪化に伴い他社に売却されることとなった。ところがこの売却交渉は決裂し、12月30日に事業再生法によるワークアウトを申請して経営破綻した。その結果として錦湖アシアナグループから分離し、韓国産業銀行の管理下の元で再スタートを切る事となった。

## アフリカ進出における問題
2006年から2007年にかけて、ナイジェリア国内の建設現場から大宇建設の社員が拉致される事件が続発（大宇建設社員拉致事件を参照のこと）。2007年5月には常務など会社幹部級社員が拉致される失態を犯している。海外の建設プロジェクトへの安値受注に走るあまり、安全対策やリスクマネジメントがおろそかになっていること、また発生した拉致事件に関して、多額の金銭を用いて行った安易な処理が事件の続発を招いているのではないかという観測がなされている。